# Lašva (parroquia)

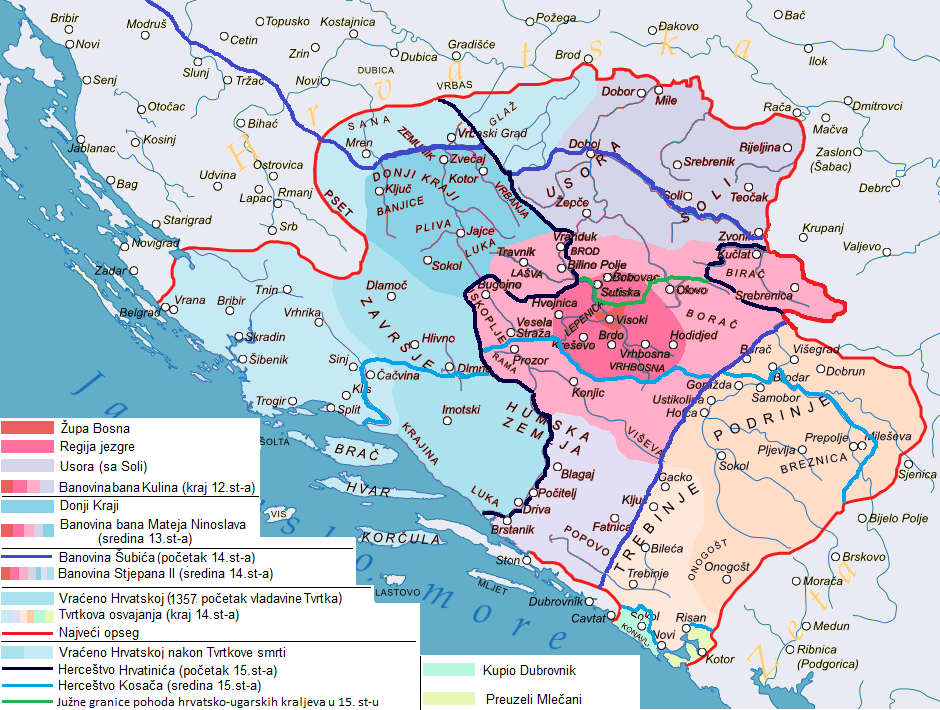
Lašva en la Bosnia medieval.

Lašva fue una župa medieval bosnia, que se menciona por primera vez en el año 1244 en un documento del rey Bela IV de Hungría.
Se ubicaba al oeste de la župa de Vrhbosna, en la región de Travnik. Junto con la župa de Brod, formaba el núcleo del estado medieval bosnio. Abarcaba el área desde el río Bila al este, extendiéndose al sur hasta las laderas de Vranica y el río Bistrička. Su frontera occidental seguía el curso del río Ugar, pasando por Orašac, las laderas de Ranča hasta Dobretići, y desde allí por Radeška kosa hasta Vitolje, Ponir y Palež. La frontera continuaba luego por Crni Vrh, Gradina y Hatarići hasta Radalj y Komars, donde comenzaba la frontera sur.
Desde el siglo XII hasta 1463, cuando llegaron los otomanos, formó parte del Estado bosnio.